# Rote Stadt (Werefkin)
Rote Stadt ist der Titel eines Gemäldes, das die russische Künstlerin Marianne von Werefkin malte. Das Werk gehört zum Bestand einer Privatsammlung und wurde 1980 zum ersten Mal publiziert.

## Technik, Maße und Datierung
Bei der Darstellung handelt es sich um eine Temperamalerei auf Pappe, 74 × 115 cm im Querformat. Es gibt mehrere vorausgegangene Skizzen in der Fondazione Marianne Werefkin (FMW) in Ascona z. B. in den Skizzenbüchern a/23 und b/8, die 1909 datiert sind.

## Ikonografie
Das Bild zeigt im Vordergrund die Ruinen einer durch ein infernalisches Feuer zerstörten, menschenleeren Stadt. Sie befindet sich auf einer Anhöhe über einem See. Mehrere verkohlte Bäume zeugen vom ehemaligen pulsierenden Leben. Rechts vom unteren Bildrand ragt ein verstümmelter Kirchturm zu etwa zwei Drittel in die Höhe. Darüber fliegen drei schwarze Vögel mit ausgebreiteten Flügeln. Das Kirchendach ist vernichtet, ebenso das des Kirchenschiffs. Letzteres weist drei schlanke, gotisierende Fensteröffnungen auf. Die einstigen bunten Kirchenfenster sind zerstört und geben den Blick in das rußgeschwärzte Innere der Kirche frei. Der frühere Glockenturm weist an seiner südlichen Seite drei Fensteröffnungen auf, die einem Gesicht ähneln, das anklagend zu schreien scheint. Dieses Motiv wiederholt sich bei wenigstens zwei vormaligen Wohnhäusern auf der linken Seite des Gemäldes. Etliche der einstigen Wohngebäude wirken symbolhaft wie Stelen, Menhire oder Grabsteine.
Im Tal befindet sich ein See, von dessen gegenüberliegendem buchtenlosem Ufer sich ein Gebirgszug erhebt. Seine Gipfel erreichen den oberen Bildrand. Auf dem diesseitigen Ufer bildet ein steiler Berg den linken oberen Bildabschluss. Auf seiner Bergspitze erkennt man die Ruine einer Burg mit zwei Türmen.

## Der Schmutz in der Malerei

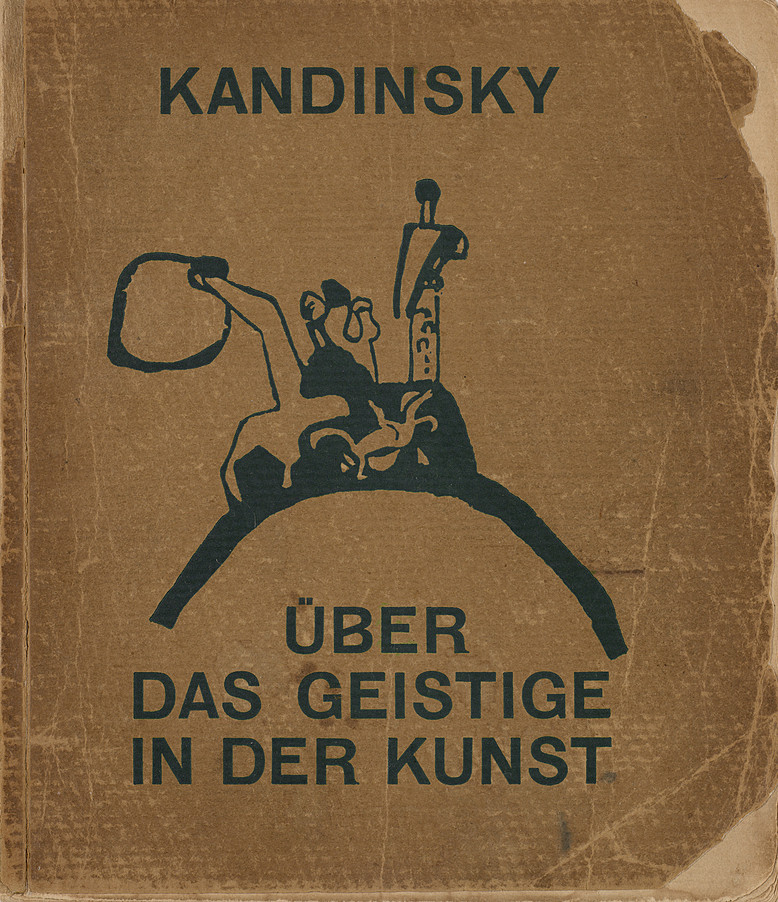

Unvermittelt treffen in Werefkins Bild die Grundfarben Rot und Blau aufeinander. Das massive Aufeinandertreffen der Farben Rot und Blau erzeugt einen möglichen Missklang im Bild. Kandinsky äußerte sich zu dem Problem: „Im mittleren Zustande, wie Zinnober, gewinnt das Rot an der Beständigkeit des scharfen Gefühls: es ist wie eine gleichmäßig glühende Leidenschaft, eine in sich sichere Kraft, die nicht leicht zu übertönen ist, die sich aber durch Blau löschen läßt, wie glühendes Eisen durch Wasser. Dieses Rot verträgt überhaupt nichts Kaltes und verliert durch dasselbe an seinem Klang und Sinn. Oder besser zu sagen: diese gewaltsame, tragische Abkühlung erzeugt einen Ton, welcher als „Schmutz“ besonders heute von Malern vermieden und verpönt wird. Und dieses mit Unrecht.“
Es ist auffallend, dass in Werefkins Gemälde an keiner Stelle das Gelb auftaucht, das einen Dreiklang der Grundfarben ergeben könnte. Ebenso fehlen die komplementären Farben, Violett, Grün und Orange. Dagegen sind die Nichtfarben   Schwarz und Weiß unübersehbar vertreten. Kandinsky interpretierte: „Wie ein Nichts ohne Möglichkeit, wie ein totes Nichts nach dem Erlöschen der Sonne […] ohne Zukunft und Hoffnung klingt innerlich das Schwarz. […] Das Schwarz ist etwas Erloschenes, wie ein ausgebrannter Scheiterhaufen, etwas Unbewegliches, wie eine Leiche, was zu allen Ereignissen nicht fühlend steht und alles von sich gleiten läßt. […] Das ist äußerlich die klangloseste Farbe. […] Nicht umsonst wurde Weiß als reiner Freude Gewand gewählt und unbefleckter Reinheit. Und Schwarz als Gewand der größten, tiefsten Trauer und als Symbol des Todes. […] Das Weiß wirkt auf unsere Psyche als ein großes Schweigen, welches für uns absolut ist. […] Es ist ein Schweigen, welches nicht tot ist, sondern voll Möglichkeiten. Das Weiß klingt wie Schweigen, welches plötzlich verstanden werden kann. Es ist ein Nichts, welches jugendlich ist oder, noch genauer, ein Nichts, welches vor dem Anfang, vor der Geburt ist. So klang vielleicht die Erde zu den weißen Zeiten der Eisperiode.“ In den höchsten Spitzen der Berge findet sich das Weiß wieder und nimmt den Symbolwert der leuchtendsten und reinsten aller Farben ein. Es stellt eine Beziehung zu dem dachlosen Kirchturm her. Es handelt sich um ein Bild voller Gegensätzlichkeiten. Mag das Bild auf den ersten Blick noch so viel Trostlosigkeit veranschaulichen, so zeugt es doch von einer tiefen Gläubigkeit an Hoffnung und Erlösung, in dem Sinn, wie sie von Werefkin ein Leben lang praktiziert wurde.
Das Thema muss für die Baronin Werefkin eine große Bedeutung gehabt haben, denn sie malte es – was bei ihr äußerst selten vorkommt – in einer vorausgehenden Fassung, mit dem Titel Abgebrannte Stadt schon einmal.

## Datierung
Zu beiden Gemälden gibt es eine Reihe Skizzen, die Werefkin im Frühling 1909, im April und im Mai, gemalt hat. Wenn man schon bei dem Gemälde „Rote Stadt“ den Eindruck hatte, dass es sich bei ihm nicht um eine Beobachtung in der Realität handelt, so findet sich dieser durch die Skizzen bestätigt. Es ist ein inneres Bild, das Werefkin, wie schon Gauguin in seinem Gemälde „Vision nach der Predigt“ im Tagtraum geschaut hatte. Von solcher Art Visionen hatte Werefkin ja schon 1903 während ihrer Frankreichreise gesprochen: „Da stehen ganze Welten in mir auf, immer neu und immer anders. Welche Galerie von Bildern, welches Museum voller Reichtümer! Und ich bin ihr Schöpfer. Ich kann sie alle vernichten und zugleich wieder erstehen lassen.“
Die genannten Gemälde und Skizzen weisen darauf hin, dass das Verhältnis zwischen Werefkin und Jawlensky wieder einmal sehr getrübt war. So scheint es allzu verständlich, wenn Werefkin alleine ohne Jawlensky   nach Eröffnung der ersten Ausstellung der Neue Künstlervereinigung München im Dezember 1909 nach Kownow reiste, um bei ihrem Bruder Peter Weihnachten im Gouverneurs-Palast in Kownow zu verbringen. Kaum dort angekommen, scheint sie die Abreise von München zu bereuen und begann an Jawlensky aufschlussreiche, mit bunten Skizzen illustrierte Briefe zu schreiben. Durch Krankheit bedingt, dauerte ihr Aufenthalt bis Ostern 1910.